# Oritoniscus beroni
Oritoniscus beroni is een pissebed uit de familie Trichoniscidae. De wetenschappelijke naam van de soort is voor het eerst geldig gepubliceerd in 1984 door Franco Ferrara & Stefano Taiti.